# YDオンライン
株式会社ワイディーオンライン（英: YD ONLINE CORP.）は、韓国のオンラインゲームの開発・運営を行う会社で、世界 80ヶ国でPCやモバイル向けのオンラインゲームを運営しているグローバル企業である。

## 会社の概要
2002年にβテストを開始したプリストンテールを中心に業績を伸ばした。その後、自社の開発したオンラインゲーム運営だけでなく、他社の開発したオンラインゲームを運営する事業も2006年頃より行っている。

## 会社の略歴
- 1999年12月 Triglow Picturesとして設立。
- 2002年3月 大韓民国でプリストンテール運営開始。
- 2002年8月 日本と中国でプリストンテール運営開始。
- 2003年9月 タイでプリストンテール運営開始。
- 2003年7月 Yedang Entertainment系列配下となる。
- 2003年10月 社名をPriston Inc.に変更。
- 2004年4月 中華民国でプリストンテール運営開始。
- 2004年7月 モバイル版プリストンテール運営開始。
- 2005年1月 フィリピンでプリストンテール運営開始。
- 2005年11月 e-motion社と合併。新社名はe-motion Inc.
- 2006年1月 中国でLaxe Lore運営開始。
- 2006年3月 社名をYedang Onlineに変更。
- 2006年3月 Audition(日本でのサービス名エクスビート)の海外版権を取得。
- 2007年10月 韓国でMASANG SOFT社が開発したAce Online運営開始。
- 2008年3月 韓国でPristonTale2 2nd Enigma運営開始。
- 2009年2月 台湾でPristonTale2 2nd Enigma運営開始。
- 2009年3月 Yedang Entertainmentが保有する株式を未来アセット証券に売却。Yedang Entertainmentの系列を離れる。ヨーロッパでPristonTale2 2nd Enigma運営開始。日本でAce Online運営開始。
- 2009年4月 日本でプリストンテールを運営再開。
- 2009年8月 ヨーロッパ42カ国でAce Online運営開始。
- 2009年9月 社名をイエダンオンラインからYDオンラインに変更
- 2009年10月 韓国でBandMasterの運営開始。
- 2009年11月 シンガポール、マレーシア、タイ、フィリピン、ベトナムでBandMaster運営開始。
- 2010年2月 ヨーロッパ29カ国と中国でPristonTale2 2nd Enigma運営開始。
- 2010年6月 韓国でAudition 2運営開始。
- 2010年8月 台湾でAudition 2運営開始。
- 2011年6月 韓国でMaestia運営開始。
- 2011年9月 GunDogの海外版権を取得。
- 2012年1月 中国でAudition2
- 2013年6月 韓国で「This is War」運営開始。
- 2013年10月 韓国で「CASTLE HEROES」運営開始。
- 2014年3月 日本のディー・エヌ・エー(DeNA)社と共同開発。日本で「EVANGELION」運営開始。
- 2014年5月 韓国で「Runes of Dragon」運営開始。
- 2014年8月 韓国で「Dragon Encounter」運営開始。
- 2014年11月 LINEゲーム「アルビオン戦記」運営開始。
- 2015年5月 韓国で「The God of Highschool」。
- 2015年6月 韓国でWemade社が開発した「ICARUS ONLINE」/「The Legend of Mir 2」/「The Legend of Mir 3」運営開始
- 2016年5月 韓国で「天軍」運営開始。
- 2016年8月 日本で「ゴッドオブハイスクール【神スク】」運営開始。
- 2017年4月 日本、韓国、北米、台湾で「にゃんこレンジャー」(Battle Cats Rangers)運営開始。

## 提供中のゲーム

### 開発・運営に関わっているオンラインゲーム
- アルビオン戦記（LINEと共同）
- プリストンテール
- PristonTale2 2nd Enigma
- Laxe Lore（運営終了）
- 覇Online（運営終了）

### 運営、海外展開に関わっているゲーム
- エクスビート
- オーディション2
- エースオンライン
- バンドマスター
- ガンドッグ

### 運営に関わっているゲーム
- マエスティア